# Ten Rapid (Collected Recordings 1996–1997)
A Ten Rapid (Collected Recordings 1996–1997) a Mogwai első válogatásalbuma, amelyet 1997. április 17-én adott ki a Rock Action Records az Egyesült Királyságban, és a Jetset az Amerikai Egyesült Államokban. Producerei Paul Savage és Andy Miller.

## Leírás
A lemezen több, az 1996 és 1997 közötti időszakban kiadott dal található. A Tuner az 1996 márciusában a Rock Action Records által kiadott első, A-oldalas kislemezük újravett, a Lower dal nélküli változata. Az Angels versus Aliens eredetileg 1996 júliusában, a Dweeb együttessel közös lemezen jelent meg, amelyet a Ché Trading adott ki. Az A Place for Parks lemezt az 1996. szeptember 19-i Camden Crawl II zenei fesztiválon résztvevők ajándékba kapták; a dal a Love Train által megjelentetett The Camden Crawl II összeállítás-albumon volt megtalálható. A glasgow-i Ten Day Weekend Festival vendégeinek ajándékozott, a Sano Music által kiadott Hoover Your Head: Ten Day Weekend kazetta tartalmazta az I Am Not Batman számot. A Summer és Ithica 27ϕ9 dalokat a Love Train adta ki 1996 novemberében, dupla A-oldalas változatban. A Wurlitzer Jukebox 1997 februárjában bocsátotta ki a Helicon 1 és Helicon 2 dalokat tartalmazó kiadványt.
A borító Victoria Braithwaite munkája, a mcminville-i UFÓ-észlelések ihlették.

## Számlista
Az összes dal szerzője a Mogwai. 
| 1.    | Summer               | 4:25 |
| 2.    | Helicon 2            | 2:51 |
| 3.    | Angels versus Aliens | 5:37 |
| 4.    | I Am Not Batman      | 3:32 |
| 5.    | Tuner                | 2:57 |
| 6.    | Ithica 27 ϕ 9        | 2:57 |
| 7.    | A Place for Parks    | 2:14 |
| 8.    | Helicon 1            | 6:00 |
| 9.    | End                  | 2:44 |
| 33:17 |                      |      |

## Közreműködők

### Mogwai
- Stuart Braithwaite – gitár, billentyűk, ének, ütőhangszerek
- Dominic Aitchison – gitár, basszusgitár
- Martin Bulloch – dob
- John Cummings – gitár

### Gyártás
- Paul Savage, Andy Miller – producerek

## Kiadások
| Ország                    | Dátum             | Kiadó               | Formátum | Katalógusazonosító |
| ------------------------- | ----------------- | ------------------- | -------- | ------------------ |
| Egyesült Királyság        | 1997. április 17. | Rock Action Records | CD       | ROCKACT05CD        |
| Amerikai Egyesült Államok | 1997. április 17. | Jetset              | CD, 12”  | TWA05CD, TWA05     |
| Norvégia                  | 1997              | Voices of Wonder    | CD       | VOW062CD           |
| Ausztrália                | 2002              | Spunk               | CD       | URA076             |

## Fordítás
Ez a szócikk részben vagy egészben  a   Ten Rapid (Collected Recordings 1996-1997) című angol Wikipédia-szócikk ezen változatának fordításán alapul.  Az eredeti cikk szerkesztőit annak laptörténete sorolja fel. Ez a jelzés csupán a megfogalmazás eredetét és a szerzői jogokat jelzi, nem szolgál a cikkben szereplő információk forrásmegjelöléseként.